# Campionato Matogrossense 2025
Il Campionato Matogrossense 2025 è stata l'83ª edizione della massima serie del campionato cearense. La stagione è iniziata l'11  gennaio 2025 e si è conclusa il 29 marzo successivo.

## Stagione

### Novità
Al termine della stagione 2024, sono retrocesse in Segunda Divisão Dom Bosco e AA Araguaia. Dalla seconda divisione, invece, sono state promosse Cáceres e Sport Sinop. Prima dell'inizio del campionato, il Cáceres si è ritirato per motivi finanziari.

### Formato
Alla prima fase del torneo, consistente in una fase a girone unico, prendono parte nove squadre. Le prime due classificate di tale girone, accedono alla semifinale, mentre dalla terza alla sesta classificata partono dai quarti di finale. L'ultima classificata, retrocede in Segunda Divisão.
La formazione vincitrice, potrà partecipare alla Coppa del Brasile 2026 e alla Copa Verde 2026; la formazione vice-campione solo alla Coppa del Brasile. Esclusi i club che sono già qualificati alle prime tre serie del campionato nazionale, la due formazioni meglio piazzate potranno partecipare alla Série D 2026.

## Risultati

### Prima fase
|  | Pos. | Squadra            | Pt | G | V | N | P | GF | GS | DR  |
|  | ---- | ------------------ | -- | - | - | - | - | -- | -- | --- |
|  | 1.   | Mixto              | 18 | 8 | 5 | 3 | 0 | 17 | 5  | +12 |
|  | 2.   | Cuiabá             | 16 | 8 | 4 | 4 | 0 | 18 | 5  | +13 |
|  | 3.   | CEOV               | 16 | 8 | 4 | 4 | 0 | 11 | 4  | +7  |
|  | 4.   | Primavera          | 13 | 8 | 3 | 4 | 1 | 12 | 6  | +6  |
|  | 5.   | Nova Mutum         | 10 | 8 | 3 | 1 | 4 | 7  | 18 | -11 |
|  | 6.   | União Rondonópolis | 9  | 8 | 2 | 3 | 3 | 8  | 9  | -1  |
|  | 7.   | Luverdense         | 8  | 8 | 2 | 2 | 4 | 7  | 14 | -7  |
|  | 8.   | Sport Sinop        | 5  | 8 | 1 | 2 | 5 | 4  | 14 | -10 |
|  | 9.   | Academia           | 1  | 8 | 0 | 1 | 7 | 2  | 11 | -9  |

Legenda:
      Ammessa alle semifinali della seconda fase.
      Ammessa ai quarti di finale della seconda fase.
      Retrocessa in Segunda Divisão 2024
Note:
Tre punti a vittoria, uno a pareggio, zero a sconfitta.

### Seconda fase

#### Quarti di fase
| Squadra 1          | Totale | Squadra 2 | Andata | Ritorno |
| ------------------ | ------ | --------- | ------ | ------- |
| Nova Mutum         | 2 – 5  | Primavera | 1 – 0  | 1 – 5   |
| União Rondonópolis | 0 – 1  | CEOV      | 0 – 1  | 0 – 0   |

#### Semifinali
| Squadra 1 | Totale          | Squadra 2 | Andata | Ritorno |
| --------- | --------------- | --------- | ------ | ------- |
| Primavera | 3 – 3 (4-2 dtr) | Mixto     | 1 – 1  | 2 – 2   |
| CEOV      | 0 – 3           | Cuiabá    | 0 – 1  | 0 – 2   |

#### Finale 3º posto
| Squadra 1 | Totale | Squadra 2 | Andata | Ritorno |
| --------- | ------ | --------- | ------ | ------- |
| CEOV      | 2 – 3  | Mixto     | 0 – 0  | 2 – 3   |

#### Finale
| Squadra 1 | Totale          | Squadra 2 | Andata | Ritorno |
| --------- | --------------- | --------- | ------ | ------- |
| Primavera | 2 – 2 (4-2 dtr) | Cuiabá    | 1 – 2  | 1 – 0   |